# Big Creek Township (comté de Henry, Missouri)
Big Creek Township est un township du comté de Henry dans le Missouri, aux États-Unis,.
Le township est baptisé en référence à la rivière Big Creek (en).

## Source de la traduction
- (en) Cet article est partiellement ou en totalité issu de l’article de Wikipédia en anglais intitulé « Big Creek Township, Henry County, Missouri » (voir la liste des auteurs).